# 兪明希

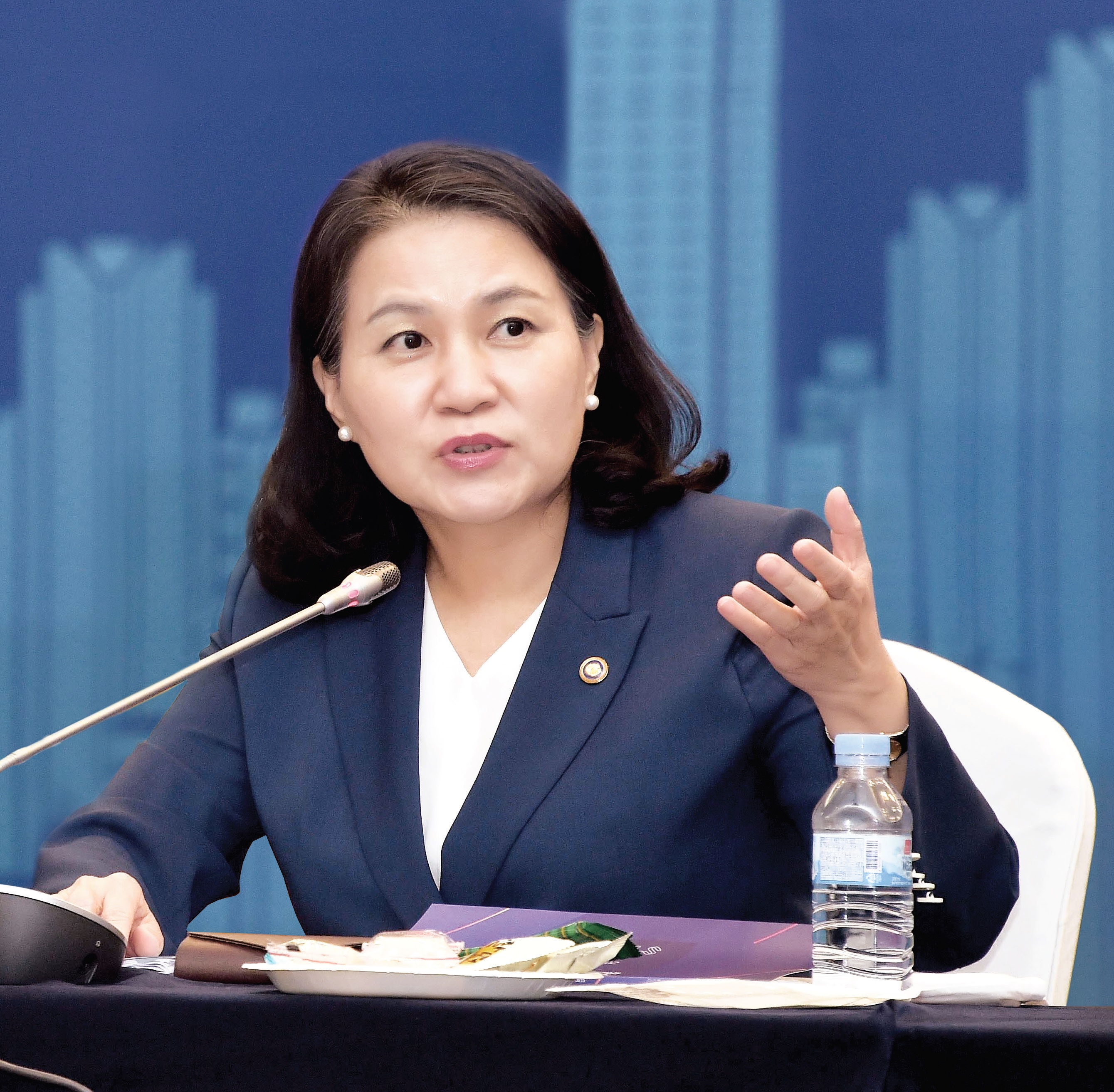
兪明希が2020年6月の2030釜山万国博覧会プロジェクトの開会式でスピーチを行った

兪 明希（ユ・ミョンヒ、朝鮮語: 유명희、1967年6月5日 - ）とは、韓国の官僚である。

## 人物像
1967年に大韓民国の蔚山で生まれた。幼少期の夢は、作家になることであった。ソウル大学校で英文学を学び、英文学の学士号と公共政策の修士号を取得した。またヴァンダービルト大学ロースクールでJ.D.を取得した。
また、WTOの事務局長選挙に立候補したものの、2021年2月5日に出馬を撤退すると発表した。

## 家族
自由韓国党所属の第20代国会議員の鄭泰沃は夫。